# 佳月大人
佳月 大人（かづき ひろと、1970年3月15日 – ）は、日本の男性俳優、声優。プロダクション・エース所属。以前は元氣プロジェクトに所属していた。大阪府出身。旧名：大橋 佳野人（おおはし かやと）。

## 経歴
1985年、勝田話法研究所付属、声優教室（現勝田声優学院）の4期生入所後、在阪のミュージカル劇団リズムオブライフ、岡本博雄バレエ団、フリー（法村・友井バレエ団でお世話になる。）を経る。膝を痛め、バレエ界から引退。一時、芸能の世界から退くが、再び声優を目指し、上京。井上和彦の声優教室入所後、元氣プロジェクトに所属し、トライアルプロダクションに移籍、活動している。

## 出演

### テレビアニメ
2002年
- スパイラル －推理の絆－（医者、教師）

2003年
- 銀河鉄道物語（ブラッド、車掌）

2005年
- あまえないでよっ!!（老人）
- うえきの法則（能力者1、チンピラ）
- tactics（軍士官）
- 焼きたて!!ジャぱん（岸和田、子分）

2006年
- ウィッチブレイド（鑑識員、記者B、アナウンサー）
- 彩雲国物語（白大将軍）
- タクティカルロア（委員1、広報部2、トウテツ）
- RAY THE ANIMATION（チンピラC）

2008年
- プチバンピ フレンチアニメ（マーガレットの父・ドラクーラ）

2009年
- アイアンマン ザ・アドベンチャーズ（オバディア・ステイン）
- 鋼殻のレギオス（16小隊隊員、隊員、立て篭もり犯、団員、通信兵）
- こんにちは アン 〜Before Green Gables（エドガー）
- 神曲奏界ポリフォニカ クリムゾンS（イツキ・エイヤーズ）
- 戦場のヴァルキュリア（ライナス将校）
- NEEDLESS（由馬光太郎、研究員B）

2010年
- サザエさん
- 俺の妹がこんなに可愛いわけがない（メーカーP）
- 聖痕のクェイサー（聖職者、修験者1）

2011年
- いつか天魔の黒ウサギ（神父）
- うたの☆プリンスさまっ♪ マジLOVE1000%（アナウンス）
- GOSICK -ゴシック-（ブロワ侯爵の部下A、上級兵、上官）
- これはゾンビですか?（2011年 - 2012年、研究員、リーダー） - 2シリーズ
- デッドマン・ワンダーランド（青陽三佐、アバター）
- べるぜバブ（2011年 - 2012年、古市父、中田、不良J、不良C、強盗ボス 他）
- 魔乳秘剣帖（田吾作）

2013年
- 宇宙戦艦ヤマト2199（中東代表、司令本部前広場のクルー、ヤマト特設ドック作業員、航空隊員B、砲兵）※2012年劇場先行公開
- 問題児たちが異世界から来るそうですよ?（不良A）

2014年
- ガイストクラッシャー（バイパー・ニーズヘッグ）
- ドラえもん（宇宙人操縦士）
- 忍たま乱太郎（泥棒、兵士）
- 風雲維新ダイ☆ショーグン（フルベッキ）
- ブレイク ブレイド（魔動技術士F）

2015年
- 新妹魔王の契約者（ゾルギア） - 2シリーズ

2022年
- 怪人開発部の黒井津さん（アマノイワト、久我達也、面接官、アダマント、ホワイトアリゲーター）
- ダンス・ダンス・ダンスール（三丘）

2023年
- Buddy Daddies（児童相談員）
- 最果てのパラディン 鉄錆の山の王（ヒイラギの王）

2024年
- ザ・ファブル（運送会社の面接官）
- 喧嘩独学（実況）

### 劇場アニメ
- ブレイク ブレイド（2010年、衛兵A）
- 夏へのトンネル、さよならの出口（2022年）

### OVA
- ランジェリー戦士パピヨンローゼ（2003年、先生）
- HELLSING（2009年、曹長[4]）
- べるぜバブ 〜拾った赤ちゃんは大魔王!?〜（2010年、不良B）※ジャンプスーパーアニメツアー上映作品

### ゲーム
2003年
- 三洋パチンコパラダイス9 パチプロ風雲録2 〜千手観音の謎〜

2005年
- イレギュラーハンターX
- 三洋パチンコパラダイス11 パチプロ風雲録3 〜さらば銀玉の狼〜
- ポンコツ浪漫大活劇バンピートロット（コンフリー）

2006年
- 絶体絶命都市2 -凍てついた記憶たち-（チーフウエイター）
- パチパラ13 〜スーパー海と風雲録〜（吉川宏）

2007年
- SDガンダム GGENERATION SPIRITS
- スーパーロボット大戦OG ORIGINAL GENERATIONS
- パチパラ14 〜風と雲とスーパーIN沖縄〜（吉川宏）

2011年
- Dead Island（シナモイ）

2012年
- 十三支演義 〜偃月三国伝〜

2013年
- コール オブ デューティ ゴースト

2015年
- コール オブ デューティ ブラックオプス3（Nomad）
- レインボーシックスシージ（テルミット）

2016年
- Shadowverse（ゴリアテ、フロントガードジェネラル、ワイト、ソウルグラインダー、鉄槌の僧侶）

2017年
- 逆転オセロニア（シャイターン）

2018年
- コール オブ デューティ ブラックオプス4（Nomad）

### ドラマCD
- 公使閣下の秘密外交
- 彩雲国物語 恋愛指南争奪戦!（白雷炎）
- 純情テロリスト
- 情熱の飛沫ひそやかな情熱3
- 神官は王を恋い慕う
- 7SEEDS（熊川）
- つま先にキス
- ナデプロ!! 3、5（監督）
- ニニンがシノブ伝
- 法律事務所に恋が咲く（小早川国臣）
- 舞踏会の手帖（松岡）
- WILD ADAPTER 04（署長）

### 吹き替え

#### 韓流・華流ドラマ
- アイリス
- 赤と黒（ギュファン）
- イ・サン（ペク・トンス）
- イルジメ〜一枝梅（ヒボン）
- 風の国（チュバルソ）
- 階伯〔ケベク〕（キム・ユシン）
- 三国志 Three Kingdoms（田豊・馬騰等々）
- 個人の趣向 #2（担当者）
- 始皇帝烈伝 ファーストエンペラー（嫪毐）
- ジャイアント（ユン・ギフン、刑事、投資家）
- 水滸伝英雄譜〜青面獣 楊志〜
- 水滸伝英雄譜〜一丈青 扈三娘〜
- 製パン王 キム・タック
- 善徳女王（薛 原〈ソルォン〉）
- 鉄の王 キム・スロ（キム・ユン）
- トキメキ☆成均館スキャンダル（チョン・ヤギョン・キム・ウタク）
- 馬医 #50
- ヒーロー（イ刑事）
- ブルース・リー伝説（雨田）
- 連城訣（血刀老祖

#### 韓流・華流映画 DVDなど
- あなたの初恋探します
- 赤ちゃんと僕
- 悪魔を見た（第2次長）
- 受取人不明
- 映画は映画だ（間違い男）
- 悲しみより、もっと悲しい物語
- 宮女（くんにょ）
- SOO（チョン刑事）
- 母なる証明
- プロジェクトA2 史上最大の標的
- プロテージ/偽りの絆
- ポリス・ストーリー2/九龍の眼（DVD ブルーレイ版）

#### 邦画
- ナイト・オブ・ゴッド
- ネバー・サレンダー 肉弾凶器
- レイン・フォール/雨の牙（邦画）

#### 海外ドラマ
- iCarly（デイブ）
- アグリー・ベティ（スチュアート）
- ALPHAS/アルファズ #7
- アンフォゲッタブル 完全記憶捜査
- インジャスティス 〜法と正義の間で〜後編
- ER 14 緊急救命室 #17（テクニシャン）
- WITHOUT A TRACE/FBI 失踪者を追え!シーズン4（ルーベン）
- エレメンタリー2 ホームズ&ワトソン in NY
- NCIS 〜ネイビー犯罪捜査班
- ガーディアン
- コールドケース6（若いジョン・ノーウッド）
- コールドケース7 ザ・ファイナル（#1 若いタッカー・ベンソン、#17、22）
- コバート・アフェア シーズン2 #8、15
- The Ultimate Fighter シーズン13
- The Ranch ザ・ランチ
- ザ・ケープ 漆黒のヒーロー
- ザ・ホワイトハウスシーズン5・6（ブロック）
- CSI:8 科学捜査班（マイク・レイカーク〈リック・ホフマン〉、ラリー・ラドウィグ、グレッグ・フィッツシモンズ、ヴォイド・ウォルドリップ 他）※異なる役で毎回レギュラー出演
- CSI:マイアミ9 #6
- CSI:マイアミ10 ザ・ファイナル #2
- CSI:ニューヨーク4（ルマーニ〈エイドリアン・ルマンテ〉）
- ジーク アンド ルーサー
- ジ・アメリカンズ
- 時空刑事1973 ライフ・オン・マーズ（マルコム）
- ステート・オブ・プレイ〜陰謀の構図〜
- ゾウズ・フー・キル2 殺意の深層 「目には目を」
- ダメージ3（バリー）
- チャームド 〜魔女3姉妹〜 シーズン6、8（グレッグ）
- DEFIANCE/ディファイアンス（デイタク・ター〈トニー・カラン〉）
- ディフェンダーズ 闘う弁護士
- デスパレートな妻たち シーズン5 #23
- デクスター 〜警察官は殺人鬼 シーズン5（マッコート）
- 特殊能力捜査官 ペインキラー・ジェーン
- Dr.HOUSE シーズン3（エディ）
- バーン・ノーティス 元スパイの逆襲（タヴィアン・コルザ、ギャレット・ハートリー）
- 爆音家族
- バトルスター・ギャラクティカ2003年度版 シーズン2（クラーク）
- ハリーズ・ロー 裏通り法律事務所 #10
- ハワイ5-0
- HAWAII FIVE-0（カヴィカ、エドワード・コブ〈デヴィット・ゴートルー〉）
  - シーズン4（ハッサン、エドワード・コブ、ナブシ）
  - シーズン5（クレイトン〈マーティン・コッピング〉、マカイ〈フィリップ・ムーン〉）
  - シーズン6（カリ〈ジェームズ・デュヴァル〉）
- THE BLACKLIST/ブラックリスト（少佐 / ビル・マクレディ〈ランス・ヘンリクセン〉）
  - シーズン6 #16（ネッド・グリーン〈ラファエル・スバージ〉）
  - シーズン9 #8(ラズミック・マイヤー博士〈ヘンリー・ストラム〉)
- プリズン・ブレイク（デイビッド・アポルスキス 通称トゥイーナー〈レイン・ギャリソン〉）
- プロジェクト・ランウェイ シーズン4（ラミ・カシュウ）
- フラッシュ・ゴードン
- 弁護士イーライのふしぎな日常
- ボストン・リーガル
- ホワイトチャペル2 終わりなき殺意
- 魔術師 MERLINシーズン2
- ミディアム 霊能者アリソン・デュボア シーズン6
- ミディアム7 最終章 #3、6
- ミルドレッド・ピアース 幸せの代償
- 名探偵モンク6 #15（男性客）
- 名探偵モンク7 #9、15
- ヤング・スーパーマン シーズン5（オノ）
- 誘拐交渉人
- ライ・トゥ・ミー 嘘は真実を語る シーズン2
- リスナー 心を読む青い瞳 #8
- リゾーリ&アイルズ ヒロインたちの捜査線 #5
- リゾーリ&アイルズ2 #5（マニー・ヴェガ）
- レバレッジ 〜詐欺師たちの流儀2
- ロー&オーダー
- ロビン・フッド
- ワイルド・クライムズ
- 私はラブ・リーガル

#### 映画・DVD等
- アイアンマン（分析官2）※劇場公開版
- アウトランダー
- アメリカンクルード
- アルティメット
- アルマゲドン2012
- EXTRACT
- カウボーイ & エイリアン
- キミに逢えたら!（ランディ）
- キャピタリズム〜マネーは踊る〜
- クリフハンガー（デルマー〈クレイグ・フェアブラス〉）※BSジャパン版
- 警察署長ジェッシイ・ストーン 訣別の海
- ケイラ 雪原の友だち
- 撃鉄2 -クリティカル・リミット-
- 恋のスラムダンク
- 恋の7つの副作用
- 519号室
- 作戦
- THE 4TH KIND フォース・カインド
- ザ・トゥルーロマンス STARKWETHER
- ザ・マリーン2
- ジェイン・オースティン 秘められた恋
- シップ・オブ・ノーリターン 〜グスロトフ号の悲劇〜（ハーゲン・コッホ〈デットレフ・ブック〉）
- シティ・オブ・メン（ステージの男）
- シャーロック・ホームズ シャドウ ゲーム（タマス）
- シューテム・アップ
- シリー・シンフォニー
- スイングボート
- スケート・オア・ダイ
- ストーム・ゲイト
- ストーム・ゴッド
- ストリート・キングス（ロイド）
- スペイン一家監禁事件
- セレブ・ウォーズ 〜ニューヨークの恋に勝つルール〜
- 戦場にかける橋（軍曹）
- ターゲットゼロ
- 正しい恋愛小説の作り方（ファリド）
- ディープ・アンダーカバー
- デイ・アフター 首都水没（ザック）
- テッド・バンディ
- デプス・チャージ 合衆国撃沈
- DOOM/ドゥーム:アナイアレーション（サベージ大尉）
- DR.JEKYLL & MR.HYDE（ゲイブ・アターソン）
- 特攻野郎Aチーム THE MOVIE
- 人間狩り
- ハイジャック181
- バッドトリップ! 消えたNO.1セールスマンと史上最悪の代理出張（ロジャー・レムケ〈トーマス・レノン〉）
- パワーレンジャー・S.P.D.（プラクシス）
- ヒットマン・ゼロ
- フェイタルレスキュー
- フライング・ジョーズ（ワトソン〈ロバート・デヴィ〉）
- ブラッド・アウト（ゼッド〈ヴィニー・ジョーンズ〉）
- ブラッドレーサー
- フランス、幸せのメソッド（JP〈ジャン＝ピエール・マルタンス〉）
- ブレードランナー（ガフ〈エドワード・ジェームズ・オルモス〉）※ザ・シネマ版
  - ブレードランナー 2049[7]
- MY ONE AND ONLY たった一人のあなたのために
- MANAGEMENT
- マッハ!参（東国の王）
- ミュータント・クロニクルズ
- ミルク（シルヴェスター (歌手)）
- モーテル2
- ラスト・レジェンド（ベン）
- レーシング・ブラッド（マックス）
- レスラー（ネクロ・ブッチャー）
- レディ・イン・ザ・ウォーター
- 恋愛小説家
- ROXY・HUNTER（ソール）
- ロストボーイズ（カイル）

#### アニメ
- おさるのジョージ

### ボイスオーバー
- アメ車カスタム専門 カウンティング・カーズ（ヒストリーチャンネル） - ダニー・カウント・コーカー
- ガニー軍曹のミリタリー大百科（ヒストリーチャンネル）
- 現代の驚異シリーズ（ヒストリーチャンネル）
- 真相解明!恐怖の人食い動物（ナショナルジオグラフィックチャンネル）
- ドッグファイト 〜華麗なる空中戦〜（ヒストリーチャンネル）
- バイブル〜知られざる聖書の謎〜（ヒストリーチャンネル）
- BS世界のドキュメンタリー（NHK-BS1）

### その他
- 戦国IXA 千万の覇者 5周年記念朗読劇「本能寺の変 〜暁の夢〜」（柴田勝家）

### シリーズ一覧
1. ↑  第1期（2011年）、第2期『オブ・ザ・デッド』（2012年）
2. ↑  第1期、第2期『BURST』